# Eike Gramss
Eike Gramss (* 2. Januar 1942 in Twistringen; † 20. Juli 2015 in Salzburg) war ein deutscher Opern- und Theater-Regisseur sowie Theater-Intendant.

## Leben
Nach dem Besuch des Gymnasiums in Bremen studierte Gramss zunächst Schauspiel an der Staatlichen Hochschule für Musik und Theater Hamburg. Sein erstes Engagement als Schauspieler hatte er in Verden (Landesbühne Niedersachsen-Mitte). Es folgten Regietätigkeiten in Wilhelmshaven, Celle und Braunschweig. Danach war er Oberspielleiter der Sparte Schauspiel in Heidelberg, Augsburg und Darmstadt.
Von 1985 bis 1991 war Gramss Generalintendant in Krefeld/Mönchengladbach. Von 1991 bis 2007 war er Direktor am Stadttheater Bern. 
Er war für zahlreiche Schauspiel-Inszenierungen von Aristophanes über Shakespeare bis zu Botho Strauß verantwortlich und für Regiearbeiten unter anderem in Bonn, Graz, Basel. Seine wichtigsten Opernregien waren in Krefeld/Mönchengladbach, Leipzig, Hannover, Karlsruhe, Montpellier, Nantes, Dublin, an der Staatsoper Berlin, an der English National Opera in London, an der Deutschen Oper am Rhein in Düsseldorf/Duisburg, an der Semperoper in Dresden, am Maggio Musicale Florenz, am Megaron in Athen, an der Vlaamse Opera in Antwerpen wie an der Bayerischen Staatsoper. Er arbeitete unter anderem mit folgenden Dirigenten zusammen: Yakov Kreizberg, Angelo Cavallaro, Reinhard Schwarz, Christof Prick, Jiří Kout, Julius Rudel, Paul Daniel, Fabio Luisi, Myung-Whun Chung, Zubin Mehta.
Am Mozarteum Salzburg arbeitete er als Universitätsprofessor. Der Kontrabassist Sebastian Gramss ist sein Sohn.

## Auszeichnungen
- 2003 „Goldene Schweißperle“  für außergewöhnliche Leistungen auf dem Gebiet der Öffentlichkeitsarbeit